# Travante Williams
Travante António Williams, nascido nos Estados Unidos da América a 29 de julho de 1993, é um jogador luso-estadounidense profissional de basquetebol que joga atualmente pelo Sporting Clube de Portugal.
Antes de rumar a Portugal, Travante jogou pelos San Francisco Rams, Adams State Grizzlies e Alaska Nanooks.

## Palmarés
- 2 Campeonatos Nacionais
- 1 Supertaça
- 1 Taça da Liga